# Nechung-Orakel

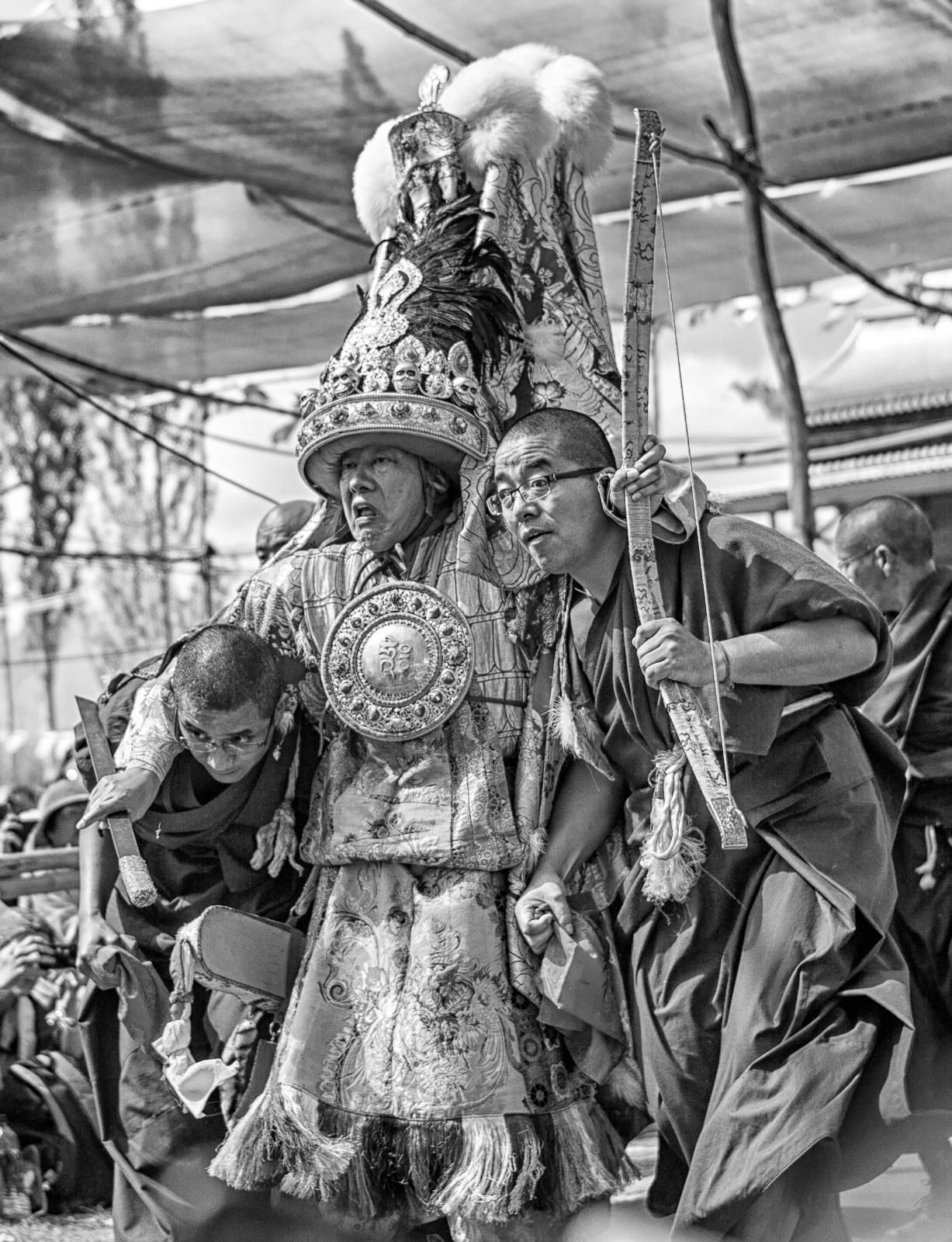
Thubten Ngödrub 2014 in Trance während des Kalachakra in Ladakh

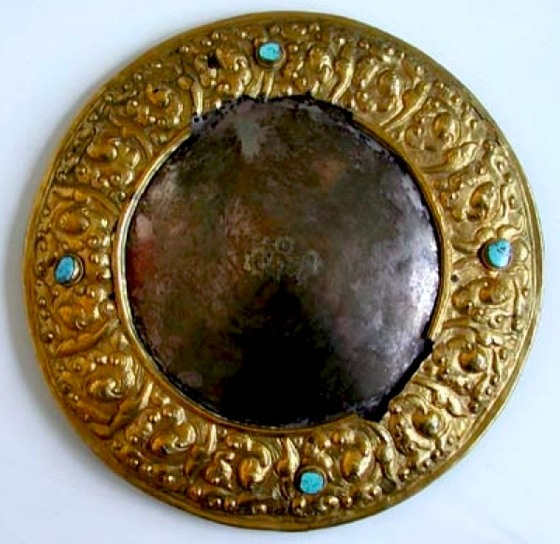
Spiegel des tibetischen Staatsorakels

Das Nechung-Orakel ist das offizielle Staatsorakel von Tibet und eines von mehreren Orakeln im alten Tibet. Sein Medium residierte im Nechung-Kloster, dessen Abt es war und von dem der Name abgeleitet wurde. Nach der Exilierung der tibetischen Regierung wurde dieses Kloster in Dharamsala in Indien, in der Nähe der Residenz des heutigen Dalai Lama, neu erschaffen. Das dort residierende Medium hat den Rang eines Vizeministers inne. Der Dalai Lama konsultiert es am tibetischen Neujahrsfest.
Seit dem 4. September 1987 ist Thubten Ngödrub das Medium. Er ist der 17. Amtsträger und war Nachfolger von Lobsang Jigme, der diese Funktion von 1945 bis zu seinem Tod 1984 innehatte. Bereits 1947 prophezeite das Nechung-Orakel die Unruhen rund um die Machtübernahme des kommunistischen Regimes und riet dem 14. Dalai Lama im Jahr 1959 zur Ausreise aus China.

## Geschichte

### Ursprünge

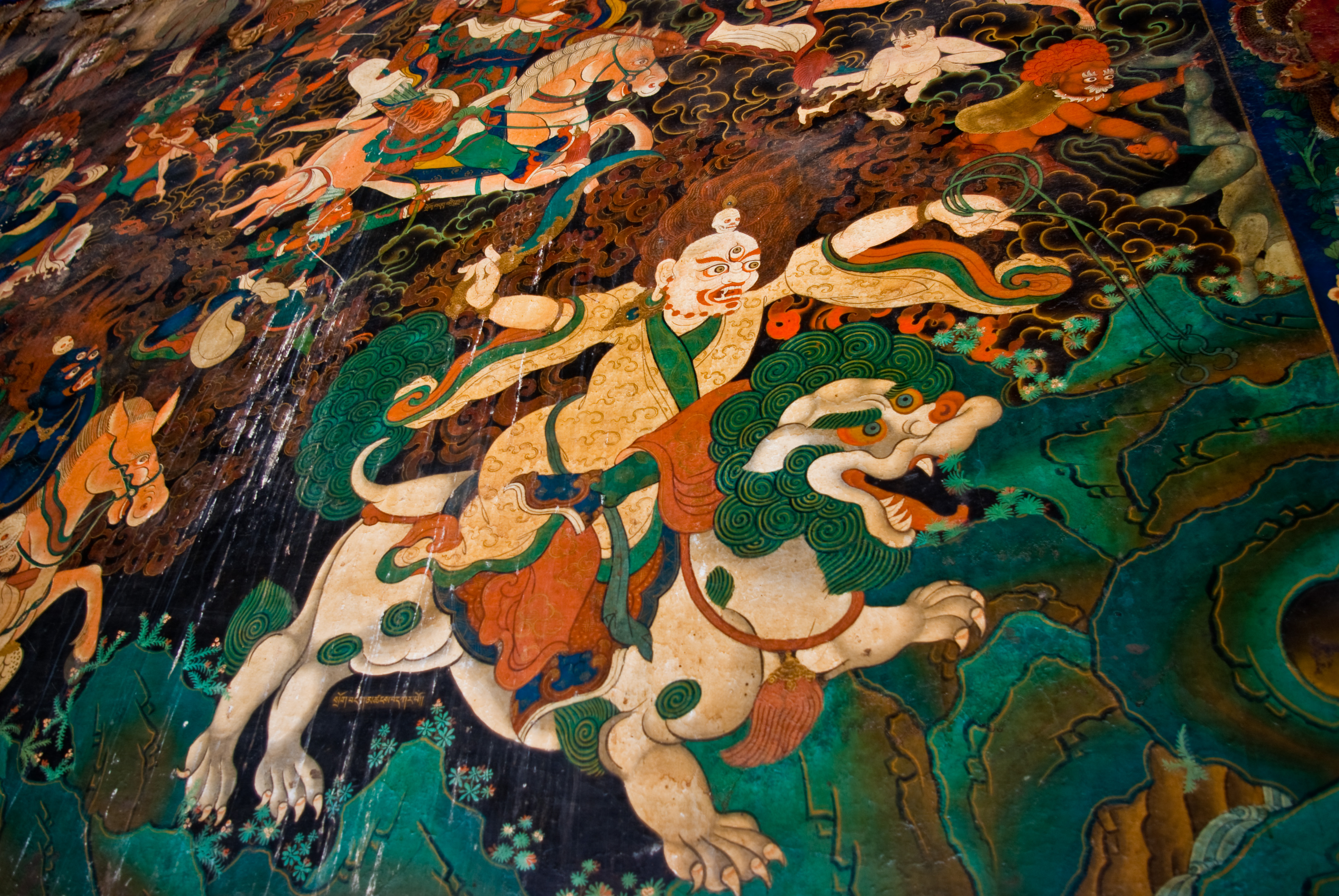
Pekar reitet auf einem Schneelöwen.

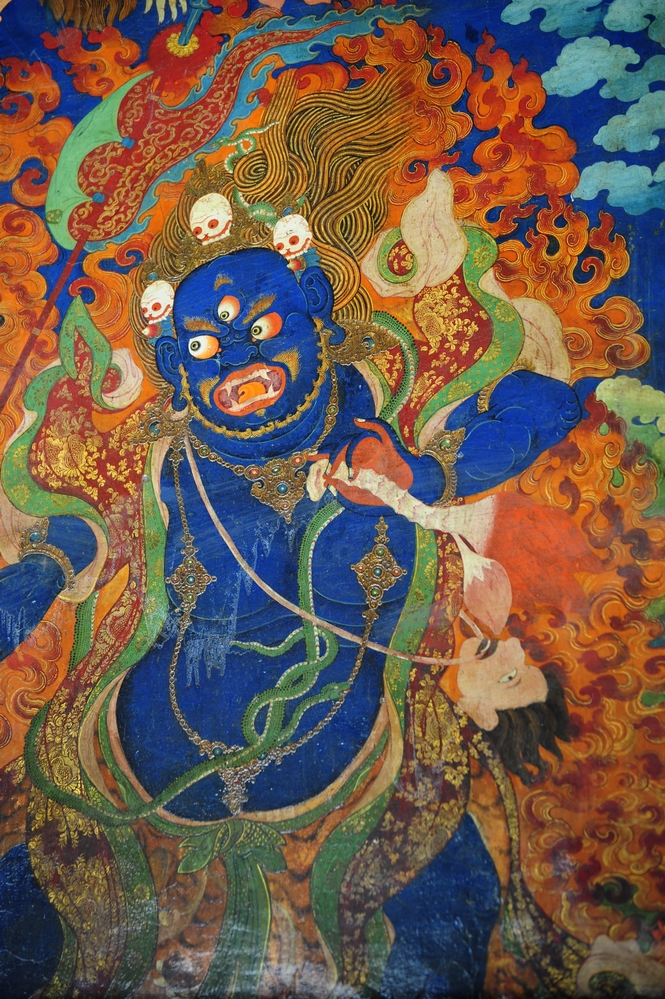
Darstellung des Pehar Gyalpo im tibetischen Nechung-Kloster

Die Praxis des Orakels stammt aus den alten religiösen Traditionen Tibets, etwa dem Bön oder den Nyingmapa. Nach buddhistischer Auffassung überträgt eine Gottheit ihr Bewusstsein beim Phowa, einem der sechs Yogas von Nāropa, in einen kuten, die physische Basis. Die Besessenheit ist eine harte Erfahrung, welche eine Phase der Rekonvaleszenz nach sich zieht. In der ganzen Himalaya-Region haben die Orakel eine wichtige Rolle in der Religion gespielt. Ebenso bedeutsam war die Beratungsfunktion für die Regierung Tibets und die gegenwärtige Exilregierung.
Die Gottheit, die sich im Orakel ausdrückt, heißt Pekar, einer der Geister unter Padmasambhava, der ihn zum obersten Beschützer Samyes machte.
Er soll sich anschließend in der Gegend des Nechung-Klosters niedergelassen haben und wurde in Samye durch den Geist Tsiu Marpo ersetzt.
Der Ursprung der Beziehung zwischen Pekar (Dorje Dragden) und den Dalai Lamas geht auf den 2. Dalai Lama zurück, der sich wiederholt Pekar visualisiert hat. Pekar wurde zum Beschützer des Dalai Lama sowie des Drepung-Klosters in der Nähe des alten Nechung-Tempels.
Als 1642 der 5. Dalai Lama zum Staatsoberhaupt Tibets wurde, änderte Dorje Dragden seinen Status. Er sollte die Dalai Lamas und die Regierung beschützen, während eine andere Gottheit, Palden Lhamo, damit beauftragt war, Tibet selbst zu beschützen. Der Potala-Palast wurde als Sitz des Dalai Lama und der Regierung errichtet, über den Dorje Dragden als Beschützer des Staats wachte. Ein Medium, der Nechung-Kuten, als physische Unterstützung diente dazu, die Ratschläge Pekars zu empfangen. Der Gott ist jedoch spirituell nicht frei und seine Ratschläge sind nur ein Element unter anderen im Entscheidungsprozess.
Das neue Nechung-Kloster wurde auf Wunsch des 5. Dalai Lama durch den Regenten Thrinle Gyatsho (1660–1668) gegründet. Unter der Regentschaft von Sanggye Gyatsho (1679–1703), nahmen die Arbeiten an Umfang zu und das Kloster erhielt den Namen „Nechung Dorje Drayang Ling“ (Nechung, der Garten des melodischen Vajra-Klangs), wie es heute noch genannt wird. Sanggye Gyatsho erneuerte die Schutzfunktion Pekars.
Pekar besaß letztlich viele Sitze. Nechung ist der wichtigste, doch er ist auch die Schutzgottheit von Tshel Gungthang, der ehemaligen Residenz des Lama Shang Tsöndru Dragpa, des Begründers der Linie der Telpa Kagyüpa im 12. Jahrhundert. Er wurde Beschützer von Meru Nyingba, wo sich die Residenz des Nechung-Kuten in Lhasa befand. Es ist ein mit Nechung verbundenes Kloster, dessen Gründung auf Songtsen Gampo im 7. Jahrhundert zurückzuführen ist. In diesem Tempel vollendete Thonmi Sambhota die Erschaffung der tibetischen Schrift, welche aus einem indischen Alphabet hervorging. Wie das Nechung-Kloster ist es mit drei großen Schulen verknüpft: Sakya, Gelug und Kagyü.
Das Nechung-Kloster wuchs von ursprünglich vier bis auf 113 Mönche zur Zeit des 13. Dalai Lama. Der Nechung-Kuten stand als Abt an seiner Spitze, ab dem 19. Jahrhundert folgten ihm der Nechung-Rinpoche und der Nechung-Depa als Verantwortliche für die Verwaltung. Alle drei wurden von der tibetischen Regierung ernannt. Im Jahr 1959 konnten einzig sechs Mönche des Klosters nach Indien fliehen. Von den Verbliebenen überlebte nur eine Handvoll. Nechung wurde in Teilen zerstört und in ein Erntelager verwandelt. Seine Schätze wurden mehrheitlich geplündert.

### Die Reihe der Kuten

#### 1. Kuten
1544 soll Pekar Gyalpo erstmals von einem menschlichen Wesen Besitz ergriffen haben. So wurde Drag Trang-Go-Wa Lobsang Palden das erste Medium von Nechung. Lobsang Palden gab Hinweise zur Auffindung des 3. Dalai Lama. Bis 1945 sollten die Medien aus verschiedenen Klöstern nach Nechung kommen.

#### 2. Kuten
Der 2. Kuten ist unter den Namen Jampa Gyatso und Ringangpa bekannt. Letzterer verweist auf seine Herkunftsregion, Rinchen Gang.

#### 3. Kuten
Der 3. Kuten, Nangso Gönor, war ein Laienmitglied der Regierung (nangso), als er seine erste Trance erlebte.

#### 4. Kuten
Der 4. Kuten, Sepo Sönam, war ein Vertrauter des 5. Dalai Lama, dem er viele Ratschläge gab, namentlich als es in den 1650er Jahren zu Spannungen zwischen Tibet und dem Königreich Bhutan kam. In dieser Zeit schützte der Dalai Lama das Nechung-Kloster und der Kuten wurde zum offiziellen Staatsorakel.

#### 5. Kuten
Der 5. Kuten, Tsewang Pelbar, war in den zehn Jahren von 1679 bis 1689 im Amt. Der Regent Sanggye Gyatsho ließ Statuen für das Nechung-Kloster anfertigen, dessen Betrieb er überwachte. Es sollte nicht mehr als fünfzig Mönche haben. Nach dem Tod dessen 5. Dalai Lama machte er eine Vorhersage zu dessen Rückkehr. Er verstarb 1689 mit 58 Jahren.

#### 6. Kuten
Der 6. Kuten, Lobsang Legjor Gyatso, stammte aus Kongpo und erlebte seine erste Trance 1690. Die Zahl der Mönche in Nechung stieg auf 101.

#### 7. Kuten
Der 7. Kuten, Tsangyang Tamdrin (Lobsang Tashi), erlebte 1725 seine erste Trance. Er war ein Vertrauter des 7. Dalai Lama in seiner ersten Lebenshälfte. Er hatte mehrere Trancen und führte in Nechung den Ritus der 13 Gottheiten von Yamantaka ein und der Brandopfer ein. Sein Ansehen war derart groß, dass er für das Nechung-Kloster viel Landbesitz im östlichen Kham erhielt. Er verstarb 1747 an Altersschwäche.

#### 8. Kuten
Der 8. Kuten, Ngawang Gyatsho, stammte aus Dartsedo und aus dem Kloster Gar Dratsang. Er erlebte seine erste Trance 1747 in Zentraltibet, im Beisein des 7. Dalai Lama.

#### 9. Kuten
Der 9. Kuten, Yulo Köpa, ist wenig bekannt. Er war 1822 im Amt. Er könnte aus Yulo Kö, einer kleinen Siedlung bei Nechung, stammen. Er wurde in den Rang eines Khenchung erhoben.

#### 10. Kuten
Der 10. Kuten, Kalsang Tsültrim, übte sein Amt zwischen 1837 und 1856 aus. 1849 wurde er aufgrund seiner Effizienz zum Khenchen, dem vierthöchsten Rang der Regierung, ernannt. Er verstarb kurz nach dem 12. Dalai Lama.

#### 11. Kuten
Der 11. Kuten, Lhalung Shakya Yarphel, war einer der beachtlichsten Kuten. 1878 beauftragte Lhalung Shakya Yarphel den ehemaligen Abt von Gyume, Lobsang Dargye, mit der Suche nach der Reinkarnation des 12. Dalai Lama. Lobsang Dargye begab sich an das Ufer des Sees Lhamo Lhatso, der dafür bekannt war, dass er nach langen Meditationen zu Visionen führte. Nach der siebten Nacht sah er das Kind, seine Eltern, ihre Namen und ihr Haus. Der 11. Kuten bestätigte die Visionen. Ein Suchtrupp, angeführt von Lobsang Dargye, fand am Dagpo das Haus eines bescheidenen Holzfällers, in dem der Knabe lebte. Sein Vater hieß Kunzang Rinchen und seine Mutter Lobsang Dolma. In Trance bestätigte der 11. Kuten, dass es sich um den 13. Dalai Lama handelte.
Im Februar 1899 warnte der 11. Kuten den Dalai Lama während einer Trance, dass sein Leben in Gefahr sei und dass er vorsichtiger sein müsse. Trotz seines Rats wurde der vormals lebhafte Dalai Lama regelmäßig krank und war schnell ermüdet. Als er erneut befragt wurde, wies der Kuten darauf hin, dass sich schwarze Magie im Spiel befinde und befahl, dass dem Tertön Sogyal ein Paar Stiefel in seinem Besitz abgenommen würden. Sogyal wurde befragt. Er dachte, dass Shaö Trulkou ihm die Stiefel im Auftrag des Dalai Lama gegeben habe. Mit bösen Vorahnungen stellte er sie, nachdem er sie einmal angezogen hatte, in eine Ecke. Als sie untersucht wurden, fand man in den Schuhsohlen ein unheilvolles Pentakel, das Namen und Geburtsdatum von Thubten Gyatsho verriet. Es stellte sich heraus, dass eine Konspiration des früheren Regenten Demo Rinpoche dahintersteckte. Nachdem sie verhaftet wurden, nahmen sich viele das Leben, so auch Shaö Trulkou, der sich aus dem Fenster stürzte.

#### 12. Kuten
Der 12. Kuten, Lobsang Sönam, ein Mönch aus Kham, wurde im Februar 1901 mit einer Trance in sein Amt eingeführt.

#### 13. Kuten
Der 13. Kuten, Lhalungpa Gyaltsen Tharchin, stammte aus der Bhrumpa-Familie, welche viel Land in der Region Dagpo besaß. Er wurde am Losar 1913 bei seiner ersten Trance erkannt. In den 1920er Jahren wurde er vom Dalai Lama seines Amtes enthoben und begab sich nach Lhokha ins Exil.

#### 14. Kuten
Der 13. Dalai Lama setzte den 12. Kuten, Lobsang Sönam, wieder in sein Amt ein. In einer Trance bei den Feierlichkeiten zum tibetischen Neujahr 1932 warnte er den Dalai Lama, dass sein Ende bald bevorstehe. Er offenbarte ihm seine Krankheit und riet ihm, Befehle für die künftige Stabilität des Landes zu erlassen.
Gemäß einer Website soll Lobsang Namgyal den Tod des 13. Dalai Lama mittels falscher medizinischer Ratschläge beschleunigt haben. Die gleiche Website behauptet, dass er 1934 zum Staatsorakel ernannt wurde, während der 13. Dalai Lama am 17. September 1933 verstorben ist.

#### 15. Kuten

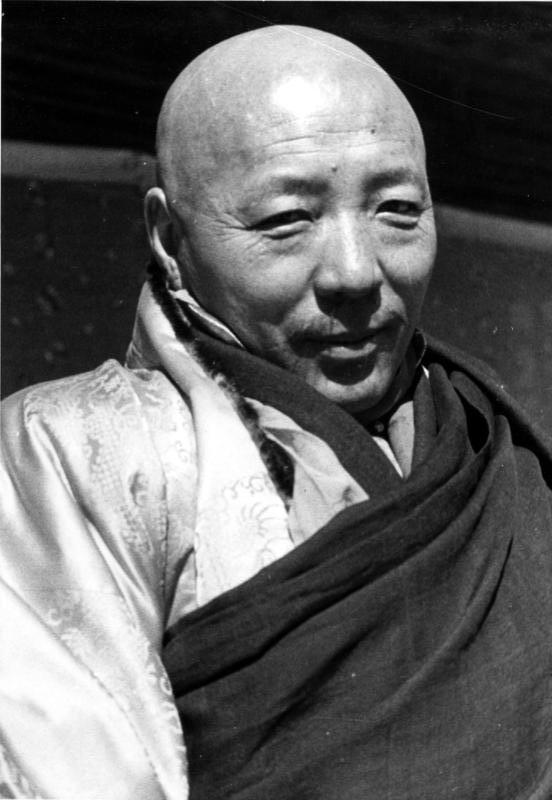
Lobsang Namgyal, das Medium des Nechung-Orakels im Jahr 1939

Lobsang Namgyal nahm an der Suche nach dem 14. Dalai Lama teil. Das Orakel verlangte, dass drei Suchtrupps ausgeschickt würden: nach Zentraltibet, nach Amdo und nach Kham.

#### 16. Kuten
Gemäß Kenneth Conboy und James Morrison war das 1945 eingesetzte 16. Medium, Lobsang Jigme, das Erste, das aus dem Nechung-Kloster stammte. Am 21. Juli 1951 riet er dem jungen Dalai Lama, der sich in Yatung aufhielt, zur Rückkehr nach Lhasa. Auch im März 1959 wurde das Orakel zweimal konsultiert. Es riet dem Dalai Lama zum Exil in Indien, was durch eine andere Technik, das Würfelwerfen, bestätigt wurde.
In seiner Autobiografie schilderte der Dalai Lama den Vorfall aus seiner Sicht. Am 10. März 1959 versammelten sich zahlreiche Einwohner Lhasas vor dem Norbulingka, um den Dalai Lama gegen die Chinesen zu verteidigen. Die Spannungen zwischen Tibetern und Chinesen nahmen zu. Trotz der Bitte des Dalai Lama, dass sich die Schar zurückziehen möge, blieben viele Menschen auf dem Platz. In dieser Situation konsultierte der Dalai Lama das Orakel, das ihm zum Bleiben und zu weiterem Dialog mit den Chinesen aufforderte, worauf er erstmals an dieser Entscheidung zweifelte. In den folgenden Tagen informierte Ngabo Ngawang Jigme den Dalai Lama, dass sich die Volksbefreiungsarmee auf einen Angriff auf die Menge und eine Bombardierung des Norbulingka vorbereitete. Am 17. März wandte sich der Dalai Lama erneut an das Orakel, das zu seinem Erstaunen „Gehe! Gehe! Heute Abend!“ rief. Es trat nach vorne, um klar und detailliert den Weg, den der Dalai Lama vom Norbulingka bis zur Grenze zurücklegen müsse, aufzuschreiben. Als das Orakel in Ohnmacht fiel, explodierten zwei Mörsergranaten im Moor nahe dem Nordtor. Rückblickend ist der Dalai Lama überzeugt, dass Dorje Drakden von Anfang an wusste, dass er Lhasa am 17. März verlassen musste, doch dass er dies nicht sofort bekanntgab, um zu verhindern, dass sich Gerüchte verbreiteten. Er stellt fest, dass das mo, eine andere Form der Wahrsagerei, den Rat des Orakels bestätigt habe.
Zwei bekannte Prophezeiungen von Lobsang Jigme wurden von Ellen Pearlman aufgezeichnet. In der einen geht es darum, dass Tibet 1950 in große Schwierigkeiten gerät, die andere betrifft die Flucht des Dalai Lama 1959. Pearlman präzisierte, dass Lobsang Jigme 1951 erkrankt sei, was für viele auf seine beunruhigenden Visionen zurückzuführen ist. Während Jahren sollte es ihm nicht mehr möglich sein, ohne Hilfe gehen zu können. 1959 schloss er sich dem Dalai Lama auf der Flucht nach Indien an, wo er, von seiner Krankheit genesen, 1984 in Dharamsala verstorben ist.

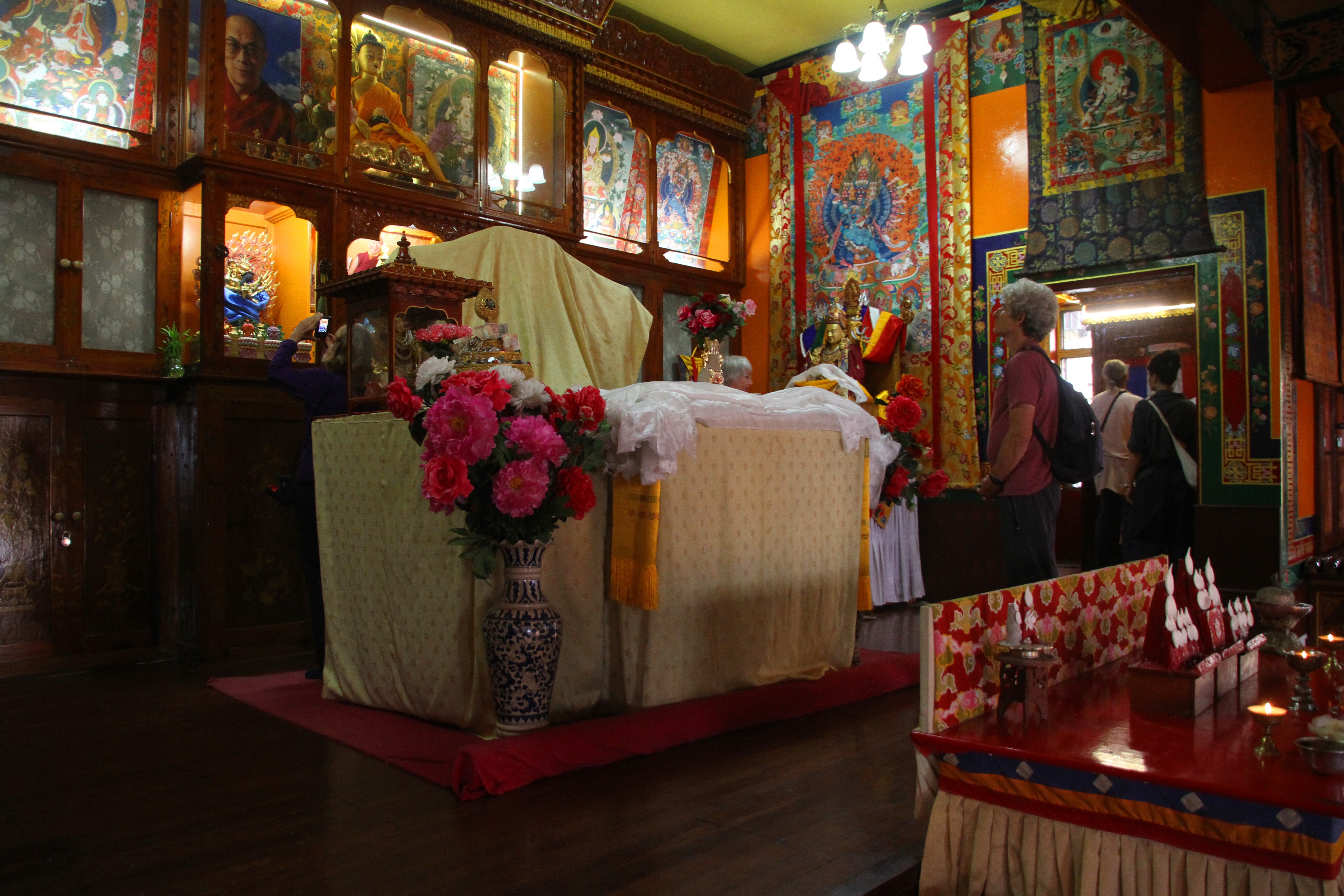
Neue Residenz in Dharamsala.

#### 17. Kuten
Am 4. September 1987 wurde Thubten Ngödrub, Lama von Nechung seit 1971, zum 17. Kuten.

## Kostüm und Trance
Zu offiziellen Anlässen trägt das Medium mehrere Gewänder übereinander. Das oberste Gewand ist aus Goldbrokat und ist mit vier Farben verziert, welche die vier Elemente symbolisieren: rot, blau, grün und gelb. Auf der Brust befindet sich ein Spiegel (melong) umgeben von Türkisen und Amethysten mit dem Mantra des Dorje Drakden.
In Begleitung von Mantras, Gebeten und Musik tritt er in den Zustand der Trance ein. Wenn die Trance genügend fortgeschritten ist, wird eine 14 Kilogramm schwere Haube auf seinen Kopf gesetzt, manchmal kommt auch ein 30 Kilogramm schwerer Harnisch mit vier Fahnen und drei Siegesbannern hinzu. Danach erhebt er sich und nimmt ein Schwert, mit dem er zu tanzen beginnt. Nach jeder Frage vollführt er diesen Tanz. Dabei gibt er eine Antwort, welche anschließend ausgelegt werden muss. Am Ende der Séance vollzieht er ein letztes Gebet und verliert danach sein Bewusstsein.
Heinrich Harrer hat in seinem Buch Sieben Jahre in Tibet eine Séance des Nechung-Orakels im Detail beschrieben. Harrer berichtet außerdem, dass, wenn das Orakel mehrmals schlechte Ratschläge erteilte, es von seiner Funktion entbunden wurde.